# Pellouailles-les-Vignes
Pellouailles-les-Vignes korábbi község Franciaország Loire mente régiójában, Maine-et-Loire megyében. 2016. január 1-jén Saint-Sylvain-d’Anjou korábbi községgel egyesült és Verrières-en-Anjou új község része lett.
Lakosainak száma 2523 fő (2018. január 1.). Pellouailles-les-Vignes Le Plessis-Grammoire, Villevêque és Saint-Sylvain-d’Anjou községekkel határos.

## Népesség
A település népességének változása:
| Lakosok száma | 450  | 430  | 939  | 1696 | 2154 | 2441 | 2491 | 2500 | 2459 | 2523 |
|               | 1962 | 1968 | 1982 | 1990 | 1999 | 2008 | 2011 | 2013 | 2017 | 2018 |